# Ларга (приток Ботны)
Ларга (рум. Larga) — река в Новоаненском и Каушанском районах Молдовы. Протекает через 5 населённых пунктов: Ларга, Юрьевка, Золотиевка, Плоп, Флорика.
Берёт начало у села Ларга в Новоаненском районе. Течёт на юг по открытой местности. Впадает слева в реку Ботна севернее села Салкуца (бассейн Днестра). Длина реки составляет 25 км, площадь водосборного бассейна — 82 км². Ширина прибрежной полосы — 20 м, ширина водоохранной зоны 500 м. На реке образовано несколько прудов.